# Tadeu Patolla
Luiz Antonio Tadeu Eliezer, mais conhecido como Tadeu "Patolla" (30 de março de 1959) é um músico e produtor musical brasileiro, conhecido por ter descoberto o Charlie Brown Jr. e por ter sido guitarrista das bandas Lagoa 66 e Telex.
Além do Charlie Brown Jr., Tadeu já produziu discos de Wilson Sideral, Deborah Blando, Pedra Letícia, Biquini Cavadão, Jorge Ben Jor, Revolucionnários, Aliados 13 e Strike.
É (ou foi) um dos jurados do Prêmio Rock Show.

## Carreira
Tadeu começou sua carreira como músico tocando em bandas cover (Rock Memory e Rock Cover) e em algumas bandas de músicas próprias (Lagoa 66 e Banda Telex).
No início da década de 1980, Patolla foi o guitarrista da Banda Telex, que surgiu no mundo do rock com o hit "Só Delírio" - um rock super efervescente que fazia parte de "paus de sebo" lançada pela CBS.
A banda não chegou a ter sequer um LP gravado, mas o hit "Só Delírio" (originalmente intitulada “Chá de Lirio” foi censurada, e por isso a banda foi obrigada trocar o refrão e o título por “Só Delírio”) chegou a figurar entre as mais pedidas pelos ouvintes de rádio.
Em 1988, começou a atuar como produtor e músico no disco "La Famiglia" da banda Skowa e a Máfia, que rendeu o hit “Atropelamento e Fuga” nas rádios.
Em 1994, descobriu o Charlie Brown Jr., após o baixista desta banda, Champignon, começar a namorar sua cunhada. Do Charlie Brown Jr., Patolla produziu seis discos e dois DVDs, entre eles o Acústico MTV, onde também participou como músico. Para Thiago Castanho, ex-guitarrista da formação original do Charlie Brown Jr., foi Tadeu quem os conduziu ao rumo do estrelato, pois foi ele quem sugeriu as letras em português. No processo de renovação do idioma, o som também se transformou. O peso das guitarras deu lugar à mistura de gêneros – hip-hop, reggae, ska e hardcore – que se tornaria a marca do grupo.
Em 1995, foi o guitarrista da banda Lagoa 66 no álbum, Agora Sai!.
No ano de 2011, produziu o segundo álbum, Eu Sou Pedreiro, da banda de rock cômico Pedra Letícia.
Em 2012, venceu o Grammy Latino, ao produzir o álbum Celebração & Sacrifício, de Beto Lee.
Atualmente, Tadeu tem se dedicado especialmente ao cenário independente.

## Prêmios
- 6 discos de ouro com Charlie Brown Jr
- 4 discos de platina com Charlie Brown Jr
- 1 disco de ouro com Deborah Blando
- 1 disco de ouro com Biquini Cavadão
- 1 disco de platina com Biquini Cavadão
- 1 Grammy Latino com Beto Lee

## Discografia
com a banda Telex
- 1984 - Só delírio • CBS • Compacto simples

com a banda Lagoa 66
- 1995 - Agora Sai!

Participações especiais
- 2003 - Acústico MTV - Charlie Brown Jr.
- 2017 - Acustico - Aliados